# Rojetín
Rojetín (en allemand : Rojetein) est une commune du district de Brno-Campagne, dans la région de Moravie-du-Sud, en République tchèque. Sa population s'élevait à 74 habitants en 2020.

## Géographie
Rojetín se trouve à 9 km au nord-nord-est de Velká Bíteš, à 32 km au nord-ouest de Brno et à 153 km au sud-est de Prague.
La commune est limitée par Vratislávka au nord, par Žďárec à l'est, par Lubné, Níhov et Borovník au sud, et par Rozseč et Vidonín à l'ouest.

## Histoire
La première mention écrite de la localité date de 1353.